# Las Peñas, San Pedro Mártir Yucuxaco
Las Peñas är en ort i Mexiko.   Den ligger i kommunen San Pedro Mártir Yucuxaco och delstaten Oaxaca, i den sydöstra delen av landet, 270 km sydost om huvudstaden Mexico City. Las Peñas ligger 2 367 meter över havet och antalet invånare är 133.
Terrängen runt Las Peñas är kuperad. Runt Las Peñas är det glesbefolkat, med 8 invånare per kvadratkilometer. Närmaste större samhälle är Heroica Ciudad de Tlaxiaco, 20,0 km söder om Las Peñas. I omgivningarna runt Las Peñas växer huvudsakligen savannskog.